# USS Thaddeus Parker (DE-369)
USS Thaddeus Parker (DE-369) là một tàu hộ tống khu trục lớp John C. Butler từng phục vụ cùng Hải quân Hoa Kỳ trong Chiến tranh Thế giới thứ hai. Nó là chiếc tàu chiến duy nhất của Hải quân Hoa Kỳ được đặt cái tên này, theo tên hạ sĩ quan trợ y Thaddeus Parker (1923–1943), người từng phục vụ tại Guadalcanal và được tặng thưởng Huân chương Chữ thập Hải quân, đã tử trận tại New Georgia, quần đảo Solomon vào ngày 20 tháng 7, 1943 và được truy tặng Huân chương Ngôi sao Bạc. Nó đã phục vụ trong suốt Thế chiến II, được cho ngừng hoạt động sau khi xung đột chấm dứt vào năm 1946, rồi được huy động trở lại để phục vụ trong giai đoạn Chiến tranh Lạnh từ năm 1951 đến năm 1967. Con tàu cuối cùng bị bán để tháo dỡ vào năm 1968. Thaddeus Parker được tặng thưởng một Ngôi sao Chiến trận do thành tích phục vụ trong Thế Chiến II.

## Thiết kế và chế tạo
Lớp John C. Butler được thiết kế nhằm đáp ứng nhu cầu một số lượng lớn nhưng rẻ tiền của một kiểu tàu hộ tống chống tàu ngầm để hộ tống các đoàn tàu vận tải vượt đại dương. Chúng có chiều dài chung 306 foot (93,3 m), mạn tàu rộng 36 foot 10 inch (11,2 m) và mớn nước 13 foot 4 inch (4,1 m), trọng lượng choán nước tiêu chuẩn 1.350 tấn Anh (1.372 t), và lên đến 1.745 tấn Anh (1.773 t) khi đầy tải, với một thủy thủ đoàn bao gồm 14 sĩ quan và 201 thủy thủ. Con tàu được vận hành bởi hai turbine hơi nước hộp số Westinghouse; hơi nước được cung cấp bởi hai nồi hơi "D" Express, tạo ra công suất 12.000 mã lực càng (8.900 kW) và cho phép đạt được tốc độ tối đa 24 hải lý trên giờ (44 km/h; 28 mph). Nó có tầm hoạt động 6.000 hải lý (11.000 km; 6.900 mi) ở tốc độ đường trường 12 hải lý trên giờ (22 km/h; 14 mph).
Dàn vũ khí chính bao gồm hai tháp pháo 5-inch/38 caliber đa dụng nòng đơn, được dẫn đường bởi hệ thống điều khiển hỏa lực Mark 51; vũ khí phòng không gồm hai khẩu đội Bofors 40 mm L/60 nòng đôi và mười khẩu Oerlikon 20 mm nòng đơn cũng được dẫn đường bởi hệ thống Mark 51. Ngoài ba ống phóng ngư lôi 21 inch (533 mm), vũ khí chống ngầm bao gồm hai đường ray thả mìn sâu, tám máy phóng mìn sâu K-gun cùng một dàn súng cối chống ngầm Hedgehog. Con tàu được trang bị sonar kiểu QC, radar dò tìm mặt biển SL và radar dò tìm không trung SA.
Thaddeus Parker được đặt lườn tại xưởng tàu của hãng Consolidated Steel Corporation ở Orange, Texas vào ngày 23 tháng 5, 1944. Nó được hạ thủy vào ngày 26 tháng 8, 1944, được đỡ đầu bởi cô Iva Lee Parker, em gái hạ sĩ quan Parker, và được cho nhập biên chế cùng Hải quân Hoa Kỳ vào ngày 25 tháng 10, 1944 dưới quyền chỉ huy của Hạm trưởng, Thiếu tá Hải quân Duane Rice Stoneleigh.

## Lịch sử hoạt động

### Thế Chiến II
Sau khi hoàn tất việc chạy thử máy huấn luyện tại khu vực Bermuda từ ngày 17 tháng 11 đến ngày 16 tháng 12, 1944 và sửa chữa sau chạy thử máy tại Boston, Massachusetts, Thaddeus Parker chuẩn bị để được điều động sang khu vực Mặt trận Thái Bình Dương. Nó khởi hành vào ngày 29 tháng 12, băng qua kênh đào Panama vào ngày 7 tháng 1, 1945 trước khi đi đến San Diego, California. Nó tiếp tục hành trình bốn ngày sau đó, hộ tống một tàu chở quân và đi đến Trân Châu Cảng vào ngày 26 tháng 1.
Sau khi được bảo trì, Thaddeus Parker lên đường vào ngày 5 tháng 2 để đi sang Eniwetok. Trong hai tháng tiếp theo, nó làm nhiệm vụ hộ tống tàu bè đi đến Guam và Saipan. Vào ngày 2 tháng 3, nó cùng ba tàu hộ tống khu trục khác rời Eniwetok để hộ tống một đoàn 12 tàu chở quân, đưa binh lính tăng viện đến thay thế cho các đơn vị bị tổn thất tại Iwo Jima. Nó ở lại ngoài khơi hòn đảo này để tuần tra trong nhiều ngày trước khi chuyển sang nhiệm vụ hộ tống và quay trở về Eniwetok vào ngày 25 tháng 3, rồi được phái đến Ulithi. Đến ngày 12 tháng 5, nó hộ tống một tàu chở quân đi đến Palau.
Được phân công tuần tra chống tàu ngầm tại khu vực phụ cận Peleliu, Thaddeus Parker cũng đồng thời phục vụ tìm kiếm và giải cứu tại Kossol Roads ở khu vực Palau. Vào ngày 19 tháng 5, nó cứu vớt một phi công Thủy quân Lục chiến, rồi thêm một người khác vào ngày 18 tháng 7. Đến ngày 27 tháng 6, con tàu bắn phá cứ điểm của đối phương trên đảo Koror, rồi quay trở về Ulithi vào ngày 20 tháng 7, tiếp nối nhiệm vụ hộ tống vận tải khi hộ tống hai đoàn tàu đi sang Okinawa. Nó đang ở lại đây khi Nhật Bản chấp nhận đầu hàng vào ngày 15 tháng 8, giúp chấm dứt vĩnh viễn cuộc xung đột.
Thaddeus Parker tiếp tục ở lại Okinawa cho đến khi được lệnh đi đến Honshū, Nhật Bản vào ngày 11 tháng 9, tham gia hoạt động cùng lực lượng chiếm đóng tại miền Nam Nhật Bản từ ngày 14 tháng 9, 1945 đến ngày 2 tháng 1, 1946. Con tàu lên đường quay trở về Hoa Kỳ, được cho xuất biên chế vào ngày 31 tháng 5, 1946 và được đưa về Hạm đội Dự bị Thái Bình Dương, neo đậu tại San Diego, California.

### Chiến tranh Lạnh
Sau khi Chiến tranh Triều Tiên bùng nổ vào tháng 6, 1950, Thaddeus Parker được đưa ra khỏi thành phần dự bị vào tháng 3, 1951 để được tái hoạt động. Nó được cho nhập biên chế trở lại tại San Diego vào ngày 21 tháng 9, 1951 dưới quyền chỉ huy của Hạm trưởng, Thiếu tá Hải quân John L. Hansen. Sau khi hoàn tất việc chạy thử máy huấn luyện và sửa chữa sau chạy thử máy tại Xưởng hải quân Mare Island, nó quay trở lại để phụ vụ canh phòng máy bay cho các tàu sân bay và tham gia huấn luyện chống tàu ngầm.
Vào ngày 14 tháng 2, 1952, Thaddeus Parker được điều sang vùng bờ Đông, gia nhập Hạm đội Đại Tây Dương và đặt cảng nhà tại Newport, Rhode Island. Nó thực hiện một chuyến đi đến khu vực Bermuda vào mùa Xuân năm đó, rồi tháp tùng tàu sân bay hộ tống Block Island (CVE-106) đi sang huấn luyện tại vùng biển Caribe. Sau đó nó quay trở về Newport và ở lại khu vực vịnh Narragansett cho đến tháng 11, khi nó đi đến vịnh Guantánamo, Cuba để huấn luyện ôn tập. Chương trình huấn luyện bị ngắt quãng bởi kỳ nghỉ nhân lễ Giáng Sinh, rồi được tiếp nối vào tháng 1, 1953. Đến tháng 4 và tháng 5 nó tham gia phục vụ huấn luyện tại Key West, Florida.
Lên đường vào tháng 6, Thaddeus Parker tiến hành một chuyến đi thực tập huấn luyện dành cho học viên sĩ quan đến vùng biển Nam Mỹ, viếng thăm các cảng Brazil, Colombia và Tây Ấn thuộc Anh. Một chuyến thực tập mùa Hè tương tự vào năm 1954 đã đưa con tàu sang vùng biển Châu Âu từ ngày 11 tháng 7 đến ngày 3 tháng 9, 1954, từng ghé đến các cảng Scotland và Pháp. Sau đó nó hoạt động dọc theo bờ biển Đại Tây Dương, trải dài từ Brazil cho đến Nova Scotia, Newfoundland, cho đến ngày 11 tháng 11, 1957, khi nó được điều sang nhiệm vụ huấn luyện cho Hải quân Dự bị Hoa Kỳ tại Thành phố New York trong suột một thập niên tiếp theo. Con tàu được huy động trở lại vào lực lượng tác chiến thường trực từ ngày 2 tháng 10, 1961 đến ngày 1 tháng 8, 1962, do được huy động vào lực lượng phong tỏa Cuba nhân vụ Khủng hoảng tên lửa Cuba. Sau khi tình lắng dịu, nó quay trở lại hoạt động huấn luyện dự bị tại Newark, New Jersey.
Vào ngày 1 tháng 9, 1967, Thaddeus Parker được cho xuất biên chế lần sau cùng đồng thời rút tên cho khỏi danh sách Đăng bạ Hải quân. Con tàu bị bán cho hãng Peck Iron and Metals Co. tại Portsmouth, Virginia để tháo dỡ vào ngày 9 tháng 7, 1968.

## Phần thưởng
Thaddeus Parker được tặng thưởng một Ngôi sao Chiến trận do thành tích phục vụ trong Thế Chiến II.
|  |  | Bronze star |
|  |  |             |

| Huân chương Viễn chinh Hải quân      | Huân chương Chiến dịch Hoa Kỳ           | Huân chương Chiến dịch Châu Á-Thái Bình Dương với 1 Ngôi sao Chiến trận |
| Huân chương Chiến thắng Thế Chiến II | Huân chương Phục vụ Chiếm đóng Hải quân | Huân chương Phục vụ Phòng vệ Quốc gia                                   |